# هولغر شتاين
هولغر شتاين (بالألمانية: Holger Stein)‏ (4 أكتوبر 1957 - ) هو لاعب كرة قدم ألماني، يلعب كمدافع، ولعب مباراة.

## مسيرته

### مسيرته مع الأندية
- 1983 - 1984 لعب مع نادي هامبورغ مباراة.

## روابط خارجية
- هولغر شتاين على موقع قاعدة بيانات كرة القدم.إي يو (الإنجليزية)
- هولغر شتاين على موقع بيانات كرة القدم. دي إي (الألمانية)